# スーパーアース

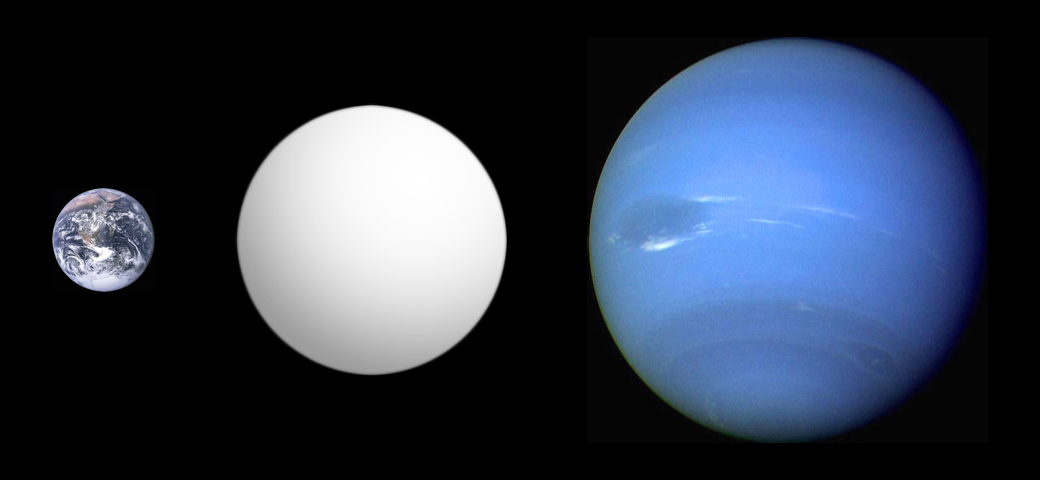
スーパーアースGJ 1214 bの推定サイズを示すイラスト（中央）。左は地球、右は海王星。

スーパーアース（英語: super-Earth、巨大地球型惑星）とは、太陽系外惑星のうち地球の数倍程度の質量を持ち、かつ主成分が岩石や金属などの固体成分と推定された惑星のことである。
スーパーアースの範疇については、おおむね地球質量の数倍 - 10倍程度とされるが、現在のところ固定的な定義はなく、定められる予定もない。

## 概要
1995年にペガスス座51番星にて系外惑星が発見されて以来、観測された系外惑星の多くは木星質量前後の巨大ガス惑星であった。しかしその後技術・精度の向上に伴って土星、さらには海王星クラスの低質量惑星が次々と発見され、2005年以降は地球の数倍程度とみられる惑星も報告されるようになってきた。これらのうち地球の10倍程度の質量を持つ地球型惑星がスーパーアース（巨大地球型惑星）と呼ばれるようになった。
スーパーアースでは、その大きさゆえ内部で高圧による圧縮の効果（特に圧縮による温度変化）が大きいためマントルがコアの熱を吸い上げる効率が悪くコアの対流が活発になりにくいため、磁場が弱いだろうと予想されている。またプレートの厚み(マントルの厚みの20％もの分厚いプレートができる可能性がある)も大きいと予想され、したがってプレート運動が生じにくいと予想される。プレート運動を起こすには、プレートを何らかの力で割ってかつそれを何らかの力で沈みこませる必要があるが、プレートが分厚くかつマントル対流が弱い巨大な惑星では難しい。これは生命の維持と発展に不可欠な物質循環が起こりにくいことを示している。
スーパーアースの起源としては、従来の地球型惑星の形成説だけでなく、ガス惑星の大気が中心星からの放射によって剥ぎ取られたクトニア惑星も含まれるという説などがあり、現在研究が進められている。また、太陽の数分の1以下の低質量恒星である赤色矮星での発見が相次いでおり、今後の重要な観測ターゲットとして専門家から注目されている。
また井田茂は、惑星の構成物質に氷が多く含まれ、なおかつ中心星に近い場合は惑星全域が海に覆われた「オーシャン・プラネット（海洋惑星）」となる可能性も指摘している。（アストロアーツ『月刊星ナビ』2007年9月号）
ヨーロッパ南天天文台（ESO）によれば、銀河系内のスーパーアースは数百億個存在すると推計している。また、地球から30光年以内のスーパーアースは約100個と推計している。

## 主なスーパーアースの例
- グリーゼ876d：質量の下限値が地球の6倍。赤色矮星の系で他に2つの巨大ガス惑星も観測される。
- OGLE-2005-BLG-390Lb：地球の5倍。重力レンズ観測法で発見。約2天文単位の距離を公転する。
- グリーゼ581星系：赤色矮星と4個の低質量惑星から構成される。惑星bは海王星クラス。
  - グリーゼ581c：下限値が地球の5倍で第3惑星。当初、ハビタブルゾーン内を公転と推定されるも、後に軌道が外れていると判明。
  - グリーゼ581d：下限値が地球の7倍で第4惑星。惑星cに代わりハビタブルゾーンを公転すると発表される。
  - グリーゼ581e：下限値が地球の1.9倍。高温な第1惑星。
- MOA-2007-BLG-192Lb：地球の1.4倍。名古屋大学が加わるMOAによって重力レンズ観測で発見される。主星が褐色矮星。
- CoRoT-7b：ヨーロッパによる観測衛星COROTによってトランジット法により発見。後にドップラー法でも確認され、直径が地球の1.7倍、質量は4.9倍、密度が地球とほぼ同じ岩石惑星であることが確定した。
- ケプラー22b：NASAのケプラー探査機によってトランジット法により発見。太陽と同じG型主系列星系でハビタブルゾーンを公転すると発表された初の惑星。
- かに座55番星e：半径は地球の約2倍、質量は地球の約8倍。

## スーパービーナス
現在一般的にスーパーアースに区分される太陽系外惑星のうち、高温で濃厚な大気を持つ、二酸化炭素に富む大気を持つなどして、暴走温室効果によって表面が灼熱の環境になっているものは、金星に似ているものとして、区分名を「スーパービーナス」（super-Venus）と呼ぶことが提唱されており、ケプラー69c、GJ 1214b、グリーゼ832cなどがこれに当たるとされる。ただし、「スーパービーナス」の語は現在のところ天文学における正式な用語ではない。

## 関連文献
- 井田茂『スーパーアース : 地球外生命はいるのか』PHP研究所〈PHPサイエンス・ワールド新書〉、2011年6月。ISBN 978-4-569-79693-2。